# Blackout (Emilia, Tini e Nicki Nicole)
Blackout è un singolo delle cantanti argentine Emilia, Tini e Nicki Nicole, pubblicato il 25 marzo 2025 come secondo estratto dal primo EP di Emilia Perfectas.

## Video musicale
Il video, diretto da Lea Esmaili, è stato reso disponibile in concomitanza con l'uscita del brano attraverso il canale YouTube di Emilia.

## Tracce
Testi e musiche di María Emilia Mernes, Martina Stoessel, Nicole Denise Cucco, Andrés Torres, Daniel Ismael Real, Enzo Ezequiel Sauthier, Francisco Zecca, Mauricio Rengifo e Mauro Ezequiel Lombardo.
1. Blackout – 3:02

## Formazione
- Emilia – voce
- Tini – voce
- Nicki Nicole – voce
- Big One – produzione, mastering, missaggio, registrazione
- Andrés Torres – registrazione
- Mauricio Rengifo – registrazione

## Successo commerciale
Blackout ha esordito direttamente in vetta alla hit parade della Cámara Argentina de Productores de Fonogramas y Videogramas, basata esclusivamente sugli stream rilevati sulle piattaforme digitali nazionali; è rimasto fermo alla medesima posizione per una terza settimana consecutiva.

## Classifiche
| Classifica (2025) | Posizione massima |
| ----------------- | ----------------- |
| Argentina         | 1                 |
| Spagna            | 8                 |